# I Believe in Your Sweet Love
I Believe in Your Sweet Love è un singolo della cantante gallese Bonnie Tyler, pubblicato nel 1979 ed estratto dall'album Goodbye to the Island.
Il brano è stato scritto da Ronnie Scott e Steve Wolfe.

## Tracce
- 7"

1. I Believe in Your Sweet Love
2. Sitting on the Edge of the Ocean